# Pedro Valverde
Pedro Luis Valverde Flores (ur. 6 kwietnia 1988 w mieście Meksyk) – meksykański piłkarz występujący na pozycji środkowego pomocnika.

## Kariera klubowa
Valverde pochodzi ze stołecznego miasta Meksyk i jest wychowankiem tamtejszego klubu Cruz Azul. Nigdy nie zdołał się jednak przebić do pierwszego zespołu, głównie ze względu na niesportowy tryb życia i występował jedynie w rezerwach drużyny; trzecioligowym Cruz Azul Jasso (71 meczów/20 goli) i drugoligowym Cruz Azul Hidalgo (13 meczów/0 goli). Jesienią 2007 był wypożyczony do ekipy Tampico Madero FC, występującej na zapleczu najwyższej klasy rozgrywkowej, lecz nie miał w niej zagwarantowanego miejsca w wyjściowej jedenastce. Z Cruz Azul odszedł wraz z końcem 2011 roku, po czym przez sześć miesięcy pozostawał bez klubu, by latem 2012 podpisać umowę z trzecioligowym klubem Delfines del Carmen.

## Kariera reprezentacyjna
W 2005 roku Valverde został powołany przez trenera Jesúsa Ramíreza do reprezentacji Meksyku U-17 na Młodzieżowe Mistrzostwa Ameryki Północnej. Tam był podstawowym zawodnikiem swojej drużyny, rozgrywając wszystkie trzy spotkania, natomiast jego kadra narodowa z kompletem zwycięstw zdołała zakwalifikować się na Mistrzostwa Świata U-17 w Peru. Na światowym czempionacie pełnił już jednak rolę rezerwowego kadry narodowej, występując w czterech spotkaniach, z czego w trzech wchodząc z ławki. Młodzi Meksykanie dotarli wówczas aż do finału, w którym pokonali 3:0 Brazylię i zdobyli na peruwiańskich boiskach tytuł mistrzów świata. W 2006 roku Valverde znalazł się w powołanym przez Jesúsa Ramíreza składzie reprezentacji Meksyku U-23 na Igrzyska Ameryki Środkowej i Karaibów, gdzie rozegrał jeden mecz, a jego drużyna odpadła z turnieju w ćwierćfinale.